# Oxymycterus caparoae
Oxymycterus caparoae és una espècie de mamífer rosegador de la família dels cricètids. És endèmic del Brasil, on viu a altituds d'entre 1.800 i 2.700 msnm. Els seus hàbitats naturals són els boscos montans humits i els boscos secundaris. És una espècie en risc mínim, és a dir, no sembla que hi hagi cap amenaça significativa per a la seva supervivència. El seu nom específic, caparoae, significa ‘angular’ en llatí.